# مادلين ميلر
مادلين ميلر (بالإنجليزية: Madeline Miller)‏ (24 يوليو 1978، بوسطن في الولايات المتحدة)؛ مُدرسة، كاتِبة وروائية أمريكيةومن أشهر رواياتها اغنية أخيل و سيرسي.

## روابط خارجية
- مادلين ميلر على موقع ميوزك برينز (الإنجليزية)